# 御幸村 (熊本県)
御幸村（みゆきむら）は、熊本県の北部、飽託郡にかつてあった村である。

## 地理
- 河川：加勢川、天明新川、木部川

## 歴史
- 1889年4月1日 - 町村制が施行。笛田村、木部村、無田村が合併して部田村（べたむら）が発足。
- 1892年 - 飽田郡と託麻郡が合併し飽託郡となる。
- 1903年3月12日 - 部田村が御幸村と改称。
- 1953年4月1日 - 熊本市に編入。

## 学校
- 御幸村立御幸小学校（現在の熊本市立御幸小学校）